# Алышев, Николай Фёдорович
Алышев Николай Федорович (1901— 1953) — председатель (июль 1947 — июнь 1949) исполкома Сталинского областного совета депутатов трудящихся.

## Биография
Родился в 1901 году в г. Нижний Новгород. С 1920 года состоял в рядах ВКП(б).
С 1919 до 1921 года — в рядах Красной Армии как боец, комиссар батальона. В 1920 году окончил политкурсы войск ведомственной охраны. В течение 1921—1924 годов был заведующим отделом Башкирского губернского комитета комсомола, секретарем Башкирского областного комитета комсомола.
В 1924—1933 годах занимался политработой в Красной Армии. С 1933 до 1941 года находился на руководящей работе в МТС и совхозах Сталинской области. Работал начальником политотдела Еленовского МТС, позже — директором этой же МТС. В течение 2-х лет был начальником областного земельного отдела и 2 года — директором совхоза № 4 «Металлург» Великоновоселковского района.
В 1941—1942 гг. — находился в рядах Советской Армии на должностях комиссара стрелкового полка, комиссара курсов младших лейтенантов кавалерии на Южном фронте. Демобилизован из Красной Армии по состоянию здоровья.
В 1942—1943 годах заведовал подсобным хозяйством специальной торговли г. Баку. В 1943 году возвращается в Сталинскую область, где руководит совхозом № 4, а впоследствии — трестом свиноводческих совхозов. С мая 1944 года — заместитель председателя исполкома Сталинского облсовета, а с июля 1947 до июня 1949 года — председатель исполкома Сталинского облсовета.
В период с марта 1949 до декабря 1952 года на посту уполномоченного Министерства заготовок по Сталинской области.

## Награды
Был награжден орденом Ленина (23.1.1948), орденами Красного Знамени и Трудового Красного Знамени Узбекской ССР, орденом Красной Звезды.